# Pokémon Hub
Pokémon Hub是香港首間經由公司正式授權的（香港常見譯名為「寵物小精靈」）相關產品專賣店，自2017年12月15日起在九龍油尖旺區尖沙咀河內道18號K11購物商場開設首間分店。這間專賣店跟日本的Pokémon Center專賣店性質類似，而出售的貨品亦是由後者提供，但無論在規模和售賣貨品種類方面，均比不上前者。在2020年3月1日結束營業之前，在香港曾設有三間長期門市和三間臨時門市，共六間門市。

## 簡介

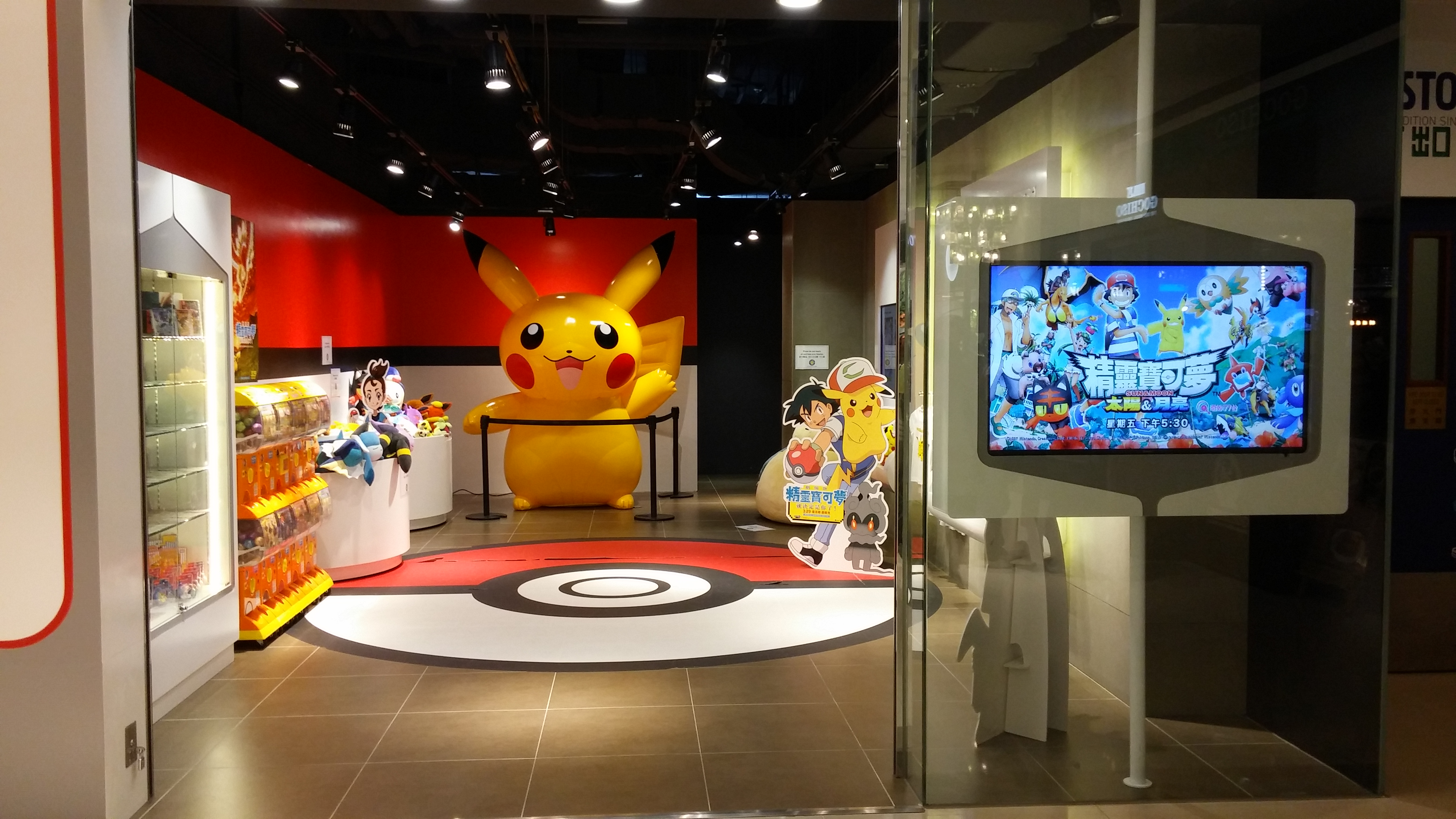
Pokémon Hub尖沙咀店內部展廳部分（攝於2018年3月16日）

Pokémon Hub為香港首間官方授權的商店，主要售賣玩偶、玩具、電子遊戲及集換式卡牌等，並設扭蛋機可扭出小型玩具。這些貨品俱與日本Pokémon專賣店相近，但種類都不及後者，然而該店也同時售賣僅在香港發售的Pokémon Hub紀念T恤和精靈球款式環保袋。首間專賣店設在尖沙咀K11購物商場，據該商場官方專頁顯示，店舖面積不大，賣場只能設在外面走廊，而2017年12月15日開業首日出現人潮時，更一度需要控制人流。
2018年7月11日起至8月31日，該店在赤鱲角香港國際機場離港北面閘口附近開設臨時門市，並獨家限定發售長達兩公尺的巨型拉普拉斯，而上述的香港獨家商品也同時發售。而同年11月17日，為配合任天堂Switch遊戲《精靈寶可夢 Let's Go！皮卡丘／Let's Go！伊布》及《劇場版 精靈寶可夢 我們的故事》在香港上映，該店也在紅磡黃埔花園商場寶可夢展區內開設臨時門市，還推出限量紀念郵票套裝，此門市到翌年元旦結束。2019年8月22至25日九龍灣國際展貿中心舉行Pokémon親子嘉年華期間，該店也開設臨時商店。
至於原本在K11的門市營運不足一年，於2018年10月14日宣告關門並預告會回來，之後到12月8日在旺角朗豪坊重新開幕。在旺角門市設立之後，曾經一度在銅鑼灣東角崇光百貨再設專櫃，以玩偶為主。2020年3月1日，該店在其專頁上再次宣佈暫時停業，然而至今仍沒有重新開業之消息。

## 門市列表
| 門市         | 地址                                                    | 所屬分區     | 開幕日期       | 關閉日期       | 參考   |
| ------------ | ------------------------------------------------------- | ------------ | -------------- | -------------- | ------ |
| 尖沙咀店     | 尖沙咀河內道18號K112樓217A號舖                          | 九龍油尖旺區 | 2017年12月15日 | 2018年10月14日 | [ 1 ]  |
| 機場限定店   | 赤鱲角香港國際機場一號客運大樓L7離港層G行段後（非禁區） | 新界離島區   | 2018年7月11日  | 2018年8月31日  | [ 4 ]  |
| 黃埔限定店   | 紅磡黃埔花園船景街9號黃埔天地時尚坊MTR層                | 九龍九龍城區 | 2018年11月17日 | 2019年1月1日   | [ 5 ]  |
| 旺角店       | 旺角亞皆老街8號朗豪坊12樓10至11號舖                     | 九龍油尖旺區 | 2018年12月8日  | 2020年3月1日   | [ 10 ] |
| 銅鑼灣店     | 銅鑼灣軒尼詩道555號東角中心崇光百貨8樓                  | 香港島灣仔區 | 2019年2月6日   | 2020年3月1日   | [ 9 ]  |
| 九龍灣限定店 | 九龍灣展貿徑1號九龍灣國際展貿中心EMax地下中央廣場       | 九龍觀塘區   | 2019年8月22日  | 2019年8月25日  | [ 6 ]  |

## 外部連結
- Hub HK 專頁（页面存档备份，存于）
- 香港官方網站（页面存档备份，存于）